# (5862) Sakanoue
(5862) Sakanoue (1983 AB) – planetoida z pasa głównego asteroid okrążająca Słońce w ciągu 3,69 lat w średniej odległości 2,38 j.a. Odkryta 13 stycznia 1983 roku.